# SK Eintracht Wels
Der Sportklub Eintracht Wels war ein österreichischer Fußballverein aus der oberösterreichischen Statutarstadt Wels. Der größte Erfolg des Vereins war die Teilnahme an der 2. Division der Bundesliga im Spieljahr 1997/98.

## Geschichte

### Gründungsgeschichte
Gegründet wurde der Sportklub Eintracht Wels im Jahr 1947 als SC Neukirchen/Lambach. Die Klubfarben wurden damals noch mit Schwarz und Weiß bestimmt. Ein Jahr später, 1948, zog der Verein in die Stadt Wels um, spielte aber noch zwei Jahre unter dem alten Namen weiter, bevor 1951 die Umbenennung in Union Schwarz-Weiß Wels erfolgte. 1953 wechselte der Verein zum Dachverband ASKÖ, was sich auch im neuen Vereinsnamen ASKÖ Eintracht Wels ausdrückte. Gleichzeitig nahm die Eintracht die neuen Klubfarben Grün und Weiß an. Erst 1997 folgte die endgültige Umbenennung in SK Eintracht Wels.

### Aufstieg in die Bundesliga
1996 reichte es mit einem einzigen Punkt Rückstand auf Hartberg nur zum Vizemeister der Regionalliga Mitte. In der Saison 1996/97 wurde mit dem Meistertitel dann der erstmalige Aufstieg in die 2. Division der Bundesliga geschafft.
Die Mannschaft von Trainer Klaus Lindenberger galt ob ihrer Erstliga-erfahrenen Routiniers Ralf Ruttensteiner, Bernd Pfister, Sigi Paseka, Walter Koch und des ehemaligen Nationalspielers Jürgen Werner I von vornherein als Mitfavorit für den Meistertitel. Mit einem Budget von 8 Mio. Schilling wollte sich der Verein im ersten Jahr in der zweiten Spielstufe etablieren, mit den namhaften Neuverpflichtungen Walter Schachner (ASK Kottingbrunn), Didi Emich (FC Puch), Ingolf Riedl, Stefan Auer (beide FC Linz), Ernst Kopfer (Braunau) und dem Dänen Rasmus Jørgensen (Austria Lustenau) sollte der Weg aber mittelfristig in die erste Bundesliga führen.
Trotz der Großeinkäufe verlief die Herbstmeisterschaft für Eintracht Wels allerdings sehr ernüchternd. Nach Ende des Grunddurchgangs fand sich die Mannschaft nach 14 Spielen mit nur einem einzigen Sieg am Tabellenende wieder. Klaus Lindenberger musste in der Winterpause den Trainerposten an Ernst Knorrek abgeben, das Team wurde neuerlich mit Zukäufen verstärkt, aber auch Spieler wie Roland Huspek (FC Linz) und Roland Krammer (Salzburg, Ried) konnten den Abstieg des mit großen Ambitionen gestarteten Sportklubs nicht verhindern. Am Ende der Saison 1997/98 belegte Wels mit vier Siegen in 18 Spielen nur den letzten Rang und trat nach nur einem Jahr wieder den Weg in die Drittklassigkeit an. Als Höhepunkt des kurzen Gastspiels in der zweiten Liga blieb österreichweit einzig die kurzzeitige Verpflichtung des Ex-Internationalen Walter Schachner in Erinnerung.
Nach mehreren erfolglosen Jahren in der Regionalliga fusionierte die Eintracht 2003 mit dem Stadtrivalen FC Union zum neuen Fußballclub Wels.

## Bekannte Spieler und Trainer
- Dietmar Emich
- Roland Huspek
- Ernst Knorrek
- Walter Koch
- Klaus Lindenberger
- Bernd Pfister
- Ralf Ruttensteiner
- Walter Schachner
- Jürgen Werner I
- Sigi Paseka
- Helge Payer
- Roland Krammer
- Robert Žulj
- Peter Žulj
- Christian Sitter

## Erfolge
- Meister Regionalliga Mitte: 1997
- Vizemeister Regionalliga Mitte: 1996
- Meister Landesliga OÖ:

## Frauenfußball
Die Frauenmannschaft von SK Eintracht Wels spielte von 1989 bis 1991 in der Damenliga Oberösterreich. Nach dem letzten Bundesligajahr löste sich die Abteilung auf.